# Hepialopsis agemytha
Hepialopsis agemytha är en fjärilsart som beskrevs av Druce 1890. Hepialopsis agemytha ingår i släktet Hepialopsis och familjen snigelspinnare. Inga underarter finns listade i Catalogue of Life.